# 2-й провулок Матросова (Житомир)
2-й провулок Матросова — провулок в Корольовському районі міста Житомир. 

## Розташування
Розташований у завокзальній частині міста. Бере початок від 1-го провулка Матросова. Завершується у Крайньому проїзді. 

## Історія
Станом на початок XX століття місцевості за місцем розташування майбутнього провулка притаманна заболоченість.  
Провулок виник після Другої світової війни на вільних від забудови землях. У 1957 році отримав чинну назву. Забудова сформувалася протягом 1950 — 1960-х рр. Станом на 1968 рік провулок та його забудова сформовані. 